# Marcello Bravo

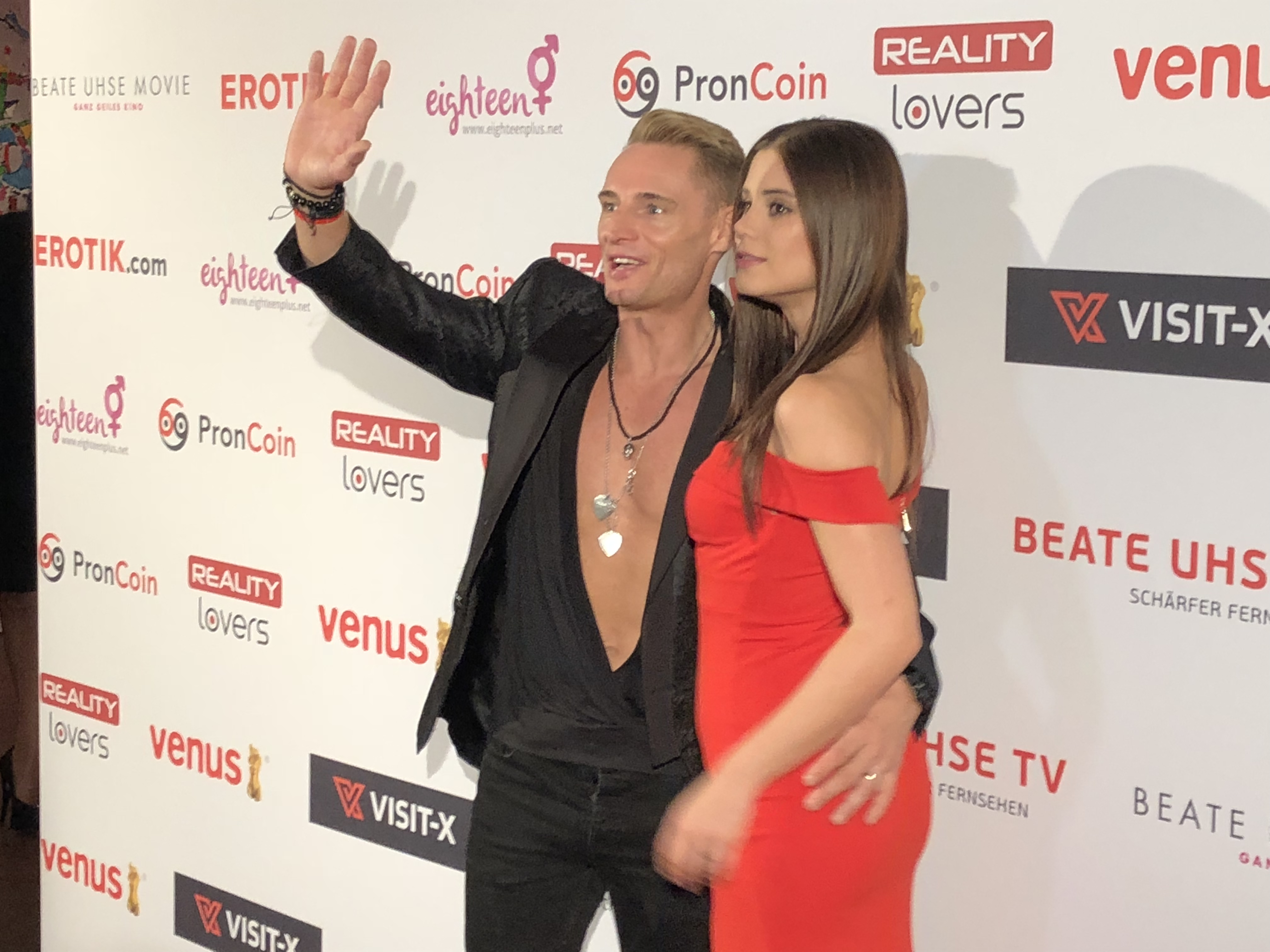
Marcello Bravo (links) mit Little Caprice (2018)

Marcello Bravo (* 4. Jänner 1978 in Mödling als Markus Schloegl) ist ein österreichischer Pornodarsteller, Regisseur und Filmproduzent. Zusammen mit seiner Frau Little Caprice betreibt er die Website Little Caprice Dreams.

## Leben
Nachdem er die Grundschule und die weiterführende Schule abgeschlossen hatte, lernte er die Berufe Automechaniker und Elektriker. In dieser Zeit spielte er bei Rapid Wien, er übte Kampfsport aus und trainierte in verschiedenen Fitnesscentern. Mit 25 Jahren begann er mit Striptease und Akrobatik. Neben Aerial Silks war er ein professioneller Poledancer. Er wurde viermal österreichischer Staatsmeister, Weltmeister sowie 2015 und 2016 in Las Vegas Poledance-Champion.
2008 startete Marcello Bravo seine Karriere als Pornodarsteller. Weltweit arbeitete er für bekannte Labels aus den USA wie Xart, Vixen und Tushy, bis er 2016 seine eigene Produktion Little Caprice Media mit seiner Ehefrau Little Caprice gründete.
2018 und 2019 wurde er zum „besten Darsteller International“ bei der Venus Berlin gekürt. 2018 gewann er den XBIZ Award für die beste Sexszene mit Little Caprice. Neben zahlreichen Nominierungen bei den AVN Awards in Las Vegas von 2016 bis 2020 stand er 2021 mit elf Awards auf der Liste, in den Kategorien als Director, Darsteller und Filmszenen.
2020 übernahm er die Hauptrolle des Onlinespiels Chick Empire, in dem auch seine Frau Little Caprice mitwirkte.
Im Dezember 2020 bekamen Marcello und Little Caprice eine Doppelseite im deutschsprachigen Playboy sowie in der 'Zeitschrift Woman und in der Kronen Zeitung. Zwischen 2016 und 2021 kreierte Marcello 10 exklusive Serien wie z. B. Xpervo, Caprice Divas, Wecumtoyou, NASSTY, POVdreams, Pornlifestyle, SuperprivateX auf Little Caprice Dreams. Jänner 2021 gewann Marcello Bravos bei den AVN Awards seinen ersten Preis als Regisseur mit der Szene Tender Kiss (Little Caprice & Liya Silver), sowie 2022 seinen zweiten AVN Award als Regisseur mit der Szene Luscious (Little Caprice & Lotti Magne). 2022 übernahm er die Rolle des Igor in dem Film Revenge, in dem er einen russischen Mafia-Boss spielte, produziert von Marc Dorcel, sowie 2023 in Missing.

## Filmografie (Auswahl)
Die Internet Adult Film Database (IAFD) listet bis heute (Stand: Mai 2024) 299 Filme auf, in denen er mitgespielt hat. Bei 493 Filmen führte Bravo Regie.
- 2008: Fit to fuck
- 2009: Fick
- 2011: Vorhang auf
- 2014: Two by two
- 2015: Exite Me
- 2015: Lovers lane
- 2016: Sharing my wife
- 2017: Couples fantasy
- 2018: More than Porn 1 & 2
- 2019: Caprice Divas 1
- 2019: Wecumtoyou 1
- 2019: Young & Beautiful 8
- 2020: Natural Beauties 13
- 2020: Xpervo 1
- 2020: You deserve a treat Joymii
- 2022 Revenge
- 2022 Mission XXX Impossible
- 2023 Missing 2
- 2023 Buttmuse 1
- 2023 POVdreams 1
- 2023 Streetfuck 1
- 2024 Wecumtoyou 2
- 2024 Xpervo 2
- 2024 Superprivatex 1
- 2024 Nasstyx 1

## Auszeichnungen
- 2013–2016  Mister Pole Dance Austria[3]
- 2014 Pole sport Roma, Gold[3]
- 2015 International Pole Sports Federation in London, Bronze[3]
- 2015 Las VegasPole Expo, Silber[3]
- 2015 Mr Poledance Global (Weltmeister)[3]
- 2015 Pole Art Genf, Bronze[3]
- 2016 Las Vegaszur Pole Expo, Bronze[3]
- 2018: XBIZ Award Beste Sexszene (mit Little Caprice)
- 2018: Venus Award – Bester Darsteller International
- 2019: Venus Award – Bester Darsteller International
- 2021: AVN Las Vegas 11 mal nominiert
- 2021: AVN Las Vegas Winner Best Foreign - Shot All - Girl Sex Scene:  (directed & edited Marcello Bravo)
- 2021:  Winner XBiz Europa Award - Performer/Director Site of the Year
- 2022: AVN - AVN Award for Best International Girl Girl Scene by Little Caprice Dreams Director & Editor Marcello Bravo
- 2022: Winner XBiz Europa Award - Performer/Director Site of the Year
- 2022–23: AVN Las Vegas 9 mal nominiert
- 2023: Czech Erotic Award: Best Foreign Director[13]
- 2024: AVN Award in der Kategorie „Best International Group Sex Scene“ für „Newly Engaged Swingers“ (zusammen mit Little Caprice, Rika Fane, Stanley Johnson)[14]
- 2024: Winner XBiz Europa Award - Performer/Director Site of the Year[15]
- 2024: 11 Nominationen, AVN Awards in Las Vegas[16]

## Belege
1. 1 2  Marcello Bravo: Marcello Bravo – Producer, Director Actor, multiple award winner – ABOUT ME. Abgerufen am 4. Dezember 2020.
2. ↑  Polestore: We are really proud to announce that Polestore is now the official sponsor from Markus Schlögl – Pole Sport & Aerial :) He is Austria's most popular and succesfull pole and aerial athlete. His biggest. Abgerufen am 4. Dezember 2020.
3. 1 2 3 4 5 6 7 8  Pole Art Magazine: Pole Art Magazine Nr. 5. Abgerufen am 4. Dezember 2020.
4. ↑  Polestore: Markus Schlögl – Pole Sport & Aerial. Abgerufen am 4. Dezember 2020.
5. ↑  Pole Expo – Pole Classic Interviews. Archiviert vom Original am 24. August 2019; abgerufen am 4. Dezember 2020 (amerikanisches Englisch).
6. ↑  XBIZ: Little Caprice, Marcello Bravo Win Best Glamcore Sex Scene at XBIZ Europa Awards. Abgerufen am 4. Dezember 2020 (englisch).
7. ↑  Little Caprice: We're nominated for 12 AVN awards! In: Little Caprice Dreams. 22. November 2020, abgerufen am 4. Dezember 2020 (amerikanisches Englisch).
8. ↑  John Roland AVN: Nutaku Unveils Dating Sim 'Chick Empire' AVN. Abgerufen am 5. Dezember 2020.
9. ↑  Little Caprice: Playboy Germany Little Caprice ⋆ Little Caprice Dreams ⋆ Interview. In: Little Caprice Dreams. 6. November 2020, abgerufen am 6. Dezember 2020 (amerikanisches Englisch).
10. ↑  Wie leben Pornodarsteller privat? 26. März 2017, abgerufen am 27. Dezember 2020.
11. ↑  Marcello Bravo: Vom Stripper zum Pornostar. Abgerufen am 27. Dezember 2020.
12. ↑  Little Caprice Porn Series ⋆ exclusive produced ⋆ with 100 Pornstars. In: Little Caprice Dreams. 28. Februar 2019, abgerufen am 23. Januar 2021 (amerikanisches Englisch).
13. ↑  CZECH EROTIC AWARDS Gala Evening. In: erofest.eu. 8. März 2024, abgerufen am 7. Mai 2024 (englisch).
14. ↑  2024 AVN Award Winners Announced. AVN Media Network, 28. Januar 2024, abgerufen am 16. April 2024 (englisch).
15. ↑  2024 XBIZ Europa Awards Winners Announced. In: XBIZ. 5. September 2024, abgerufen am 13. September 2024 (englisch).
16. ↑  Dan Miller: Made for the Stage: Marcello Bravo Talks Career in Entertainment. In: Adult Video News. 23. Mai 2025, abgerufen am 4. Juni 2025 (englisch).

| Personendaten    | Personendaten                    |
| ---------------- | -------------------------------- |
| NAME             | Bravo, Marcello                  |
| ALTERNATIVNAMEN  | Schloegl, Markus (Geburtsname)   |
| KURZBESCHREIBUNG | österreichischer Pornodarsteller |
| GEBURTSDATUM     | 4. Januar 1978                   |
| GEBURTSORT       | Mödling                          |